# Stan Wagner
Ulysses Stanley „Stan“ Wagner (* 2. März 1908 in Pueblo, Colorado, USA; † 11. Oktober 2002 in Winnipeg, Manitoba) war ein kanadischer Eishockeytorwart. Bei den Olympischen Winterspielen 1932 gewann er als Mitglied der kanadischen Nationalmannschaft die Goldmedaille.

## Karriere
Stan Wagner wurde in den USA geboren, als seine Familie hoffte dort bessere Heilungschancen für seinen an Tuberkulose erkrankten Vater vorzufinden, jedoch starb sein Vater noch vor seiner Geburt. Anschließend kehrte seine Familie nach Kanada zurück. In der Saison 1930/31 gewann er mit dem Winnipeg Hockey Club als Ersatztorwart von Bill Cockburn den Allan Cup, den kanadischen Amateurmeistertitel. Bei den Winterspielen 1932 vertrat er Kanada mit dem Winnipeg Hockey Club. Im Anschluss an das Turnier war er als Pilot tätig. Im Jahr 2004 wurde er in die Manitoba Sports Hall of Fame aufgenommen, in der zahlreiche persönliche Andenken Wagners an den Olympiagewinn 1932 ausgestellt sind.

### International
Für Kanada nahm Wagner an den Olympischen Winterspielen 1932 in Lake Placid teil, bei denen er mit seiner Mannschaft die Goldmedaille gewann. Beim 10:0-Sieg gegen Polen erreichte er einen Shutout.

## Erfolge und Auszeichnungen
- 1931 Allan-Cup-Gewinn mit dem Winnipeg Hockey Club
- 1932 Goldmedaille bei den Olympischen Winterspielen
- 2004 Manitoba Sports Hall of Fame